# Bernard Émié
Bernard Émié, né le 6 septembre 1958 à Paris (Seine), est un diplomate et haut fonctionnaire français.
Diplomate de carrière, il est directeur général de la direction générale de la Sécurité extérieure (DGSE) du 26 juin 2017 au 8 janvier 2024, après avoir été ambassadeur de France dans cinq pays de 1998 à 2014 (Jordanie, Liban, Turquie, Royaume-Uni et Algérie).

## Biographie

### Jeunesse et études
Après avoir obtenu le baccalauréat, il intègre l'Institut d'études politiques de Paris dont il est diplômé en 1979. Admis en 1981 à l'École nationale d'administration (ENA) (promotion Solidarité), il choisit la carrière diplomatique à la sortie de l'école et est titularisé comme secrétaire des Affaires étrangères en 1983.

### Carrière aux Affaires étrangères
Entre 1993 et 1995, il est appelé au cabinet d'Alain Juppé, ministre des Affaires étrangères, en qualité de chargé de mission. Pendant le génocide des Tutsi au Rwanda il rédige le télégramme diplomatique, autorisant les militaires français de l'Opération Turquoise à laisser les principaux membres du gouvernement rwandais responsables du génocide s'enfuir au Zaïre.
En 2004, il est nommé ambassadeur extraordinaire et plénipotentiaire à Beyrouth au Liban, en pleine crise à la suite de l'assassinat de Rafiq Hariri.
Par un décret en date du 21 mars 2011, il est nommé ambassadeur extraordinaire et plénipotentiaire à Londres au Royaume-Uni, où il succède à Maurice Gourdault-Montagne.
Le 31 juillet 2014, il est nommé ambassadeur de France en Algérie. En octobre 2014, au lendemain de la décapitation du guide de montagne français, Hervé Gourdel, Bernard Émié publie un communiqué appelant les ressortissants français en Algérie à ne pas céder au « chantage » tout en restant « vigilants ». En avril 2016, Ramtane Lamamra l'interpelle sur les nombreuses attaques de la presse française à l'encontre de l'Algérie dans l'affaire des Panama Papers. En mai 2016, il déclare « en privé » que l'ambassade de France en Algérie octroie 60 % de ses visas à des habitants de la Kabylie, ce qui fuite dans la presse, qui déforme ses propos en affirmant que la France applique des quotas pour les différentes populations algériennes, déclenchant un nœud diplomatique avec les autorités algériennes.

### Directeur général de la Sécurité extérieure
Du 26 juin 2017 au 8 janvier 2024, il est directeur général de la DGSE.

### Hermès International
En mars 2025, il est nommé administrateur au conseil de surveillance du groupe de luxe Hermès International.

## Publication
- Bénédicte Fauvarque-Cosson, Antoine Khair et Bernard Émié, Les sources du droit : Aspects contemporains, Paris, Société de Législation Comparée, 2007, 314 p. (ISBN 978-2-908199-57-4)

## Décorations
- Commandeur de la Légion d'honneur (2023) ; officier (2017)[14] ; chevalier (2006).
- Officier de l'ordre national du Mérite (2009) ; chevalier (2000).
- Médaille d'honneur des affaires étrangères, échelon vermeil (2006).
- Honorary Knight Commander of the Royal Victorian Order (KCVO : Chevalier commandeur honoraire de l'Ordre Royal de Victoria) ; (2014)[15]